# غاليغوس دي هورنيخا
غاليغوس دي هورنيخا (بالإسبانية: Gallegos de Hornija)‏ هي بلدية تقع في مقاطعة بلد الوليد، قشتالة وليون، إسبانيا. وفقًا لتعداد عام 2004 (المعهد الوطني للإحصائيات)، يبلغ عدد سكان البلدية 151 نسمة.